# Konkret musik
 Denne artikel bør gennemlæses af en person med fagkendskab for at sikre den faglige korrekthed.
    De mange tekniske udtryk bør kontrolleres

Konkret musik (fra fransk "Musique concrète" ) er en form for elektroakustisk musik, som udnytter akusmatisk lyd som en kompositorisk ressource. Det kompositoriske materiale er ikke kun begrænset til optagelse af lydbilleder der stammer fra musikinstrumenter eller stemmer, eller fra elementer der traditionelt opfattes som "musikalske" (melodi, harmoni, rytme, taktart og så videre). Det teoretiske fundament for det æstetiske blev udviklet af Pierre Schaeffer i slutningen af 1940'erne.

## Historie

### Pierre Schaeffer
Den franske komponist og teoretiker Pierre Schaeffer er krediteret at være ophavsmand til "konkret musik" med udgivelserne af fem værker for bånd (kendt under den fælles titel som Cinq études de bruits eller Fem undersøgelser af støj), herunder Etude violette (Studie i purpur) og Etude aux Chemins de Fer (Studie af jernbaner). Værkerne blev uropført ved en koncert i Paris den 5. oktober 1948 . Udviklingen af konkret musik blev lettet af, at der opstod nye teknologier i efterkrigstidens Europa der kunne anvendes til bearbejdning af musik og lyd. Adgang til mikrofoner og magnetiske båndoptagere (opfundet i 1939), som blev gjort mulig  ved en forbindelse med den franske nationale radio- og tv-organisation – på daværende tidspunkt Radiffusion-Télévision Française (RTF) – gav Schaeffer og hans kolleger lejlighed til at eksperimentere med teknologi og manipulation af lydbånd.
Schaeffer udviklede en æstetisk praksis, der var centreret om brugen af lyd som en primær kompositorisk ressource og understregede betydningen af at spille, "jeu", i skabelsen af musik. Schaeffers brug af jeu fra verbet jouer har samme dobbelte betydning som det engelske verbum "play": for at nyde sig selv ved at interagere med sine omgivelser, samt at spille et musikinstrument. Dette begreb er centralt for konkret musiks æstetik.

### Groupe de Recherche de Musique Concrète
I 1951 etablerede Schaeffer sammen med ingeniør Jacques Poullin, og komponist-percussionist Pierre Henry Groupe de Recherche de Musique Concrète (Konkret musiks forskningsgruppe) på RTF i Paris, forgængeren til ORTF (l'Office de radiodiffusion télévision française).
På RTF etablerede GRMC det første til formålet byggede elektroakustiske musikstudie. Det tiltræk hurtigt flere notable komponister bl.a. Olivier Messiaen, Pierre Boulez, Jean Barraqué, Karlheinz Stockhausen, Edgar Varese, Iannis Xenakis, Michel Philippot og Arthur Honegger. Den kompositoriske produktion fra 1951 til 1953 bestod af Étude I'‘ (1951) og Étude II'‘ (1951) af Boulez, Timbres-durées (1952) af Messiaen, Étude (1952) af Stockhausen, Le mikrofon bien tempéré (1952) og La voile d'Orphée (1953) af Henry, Étude I (1953) af Philippot, Étude (1953) af Barraqué, det blandede stykker Toute la lyre (1951) og Orphée 53 (1953) af Schaeffer / Henry, og filmmusik Masquerage (1952) af Schaeffer og Astrologie (1953) af Henry. I 1954 besøgte Varese og Honegger stedet for at arbejde på båndene til Déserts og La rivière endormie'‘. 
Mellem 1952 og 1956 førte Schaeffers forpligtelser overfor RTF ham til at udnævne Philippe Arthuys med ansvar for GRMC og med Pierre Henry som direktør, arbejdesleder (en. "Director of Works"). Pierre Henrys talent for at komponere udviklede sig kraftigt i denne periode på GRMC, og han arbejdede sammen med eksperimenterende filmskabere som Max de Haas, Jean Gremillon, Enrico Fulchignoni, og Jean Rouch og med koreografer herunder Dick Sanders og Maurice Béjart. " Schaeffer vendte tilbage for at drive koncernen videre i slutningen af 1957, og umiddelbart erklærede han sin misbilligelse af den retning, som GRMC havde taget. Et forslag blev derefter fremsat til "komplet fornyelse af ånden, metoder og personalet i gruppen, med det formål at forske og byde unge komponister velkommen hvilket var stærkt tiltrængt".

### Groupe de Recherches Musicales
Som følge af uenighed inden for GRMC trådte Pierre Henry, Philippe Arthuys og flere af deres kolleger tilbage i april 1958. Schaeffer oprettede en nyt kollektiv, kaldet Groupe de Recherches Musicales (GRM) og foreslog at hverve nye medlemmer, herunder Luc Ferrari, François-Bernard Mâche, Iannis Xenakis, Bernard Parmegiani, og Mireille Chamass-Kyrou. Senere ankom Ivo Malec, Philippe Carson, Romuald Vandelle, Edgardo Canton og Francois Bayle.
GRM var én af flere teoretiske og eksperimentelle grupper, der arbejdede inden for rammerne af den af Schaeffer ledede Service de la Recherche på ORTF (1960-74). Sammen med GRM eksisterede tre andre grupper: Groupe de Recherches Image GRI, Groupe de Recherches Technologiques GRT og Groupe de Recherches Langage som blev til Groupe d’Etudes Critiques. Kommunikation var det tema der forenede de forskellige grupper, som alle var viet til produktion og skabelse. Med hensyn til spørgsmålet, "hvem der siger hvad til hvem?", tilføjede Schaeffer "hvordan?", og dermed skabtes en platform for forskning i audiovisuel kommunikation og massemedier, akustiske fænomener og musik i almindelighed (herunder ikke-vestlig musik).  På GRM forblev den teoretiske undervisning baseret på praksis og kunne opsummeres i "gør og lyt" "do and listen". 
Schaeffer fulgte en praksis, der var etableret af GRMC, med uddelegering til kolleger af de funktioner en Group Director havde, dog ikke titlen. Siden 1961 har GRM haft seks Group Directors: Michel Philippot (1960-61), Luc Ferrari (1962-63), Bernard Baschet og Francois Vercken (1964-66). Fra begyndelsen af 1966 overtog Francois Bayle ledelsen i 31 år, til 1997. Han blev derefter erstattet af Daniel Teruggi. 

### Traité des objets Musicaux
Gruppen fortsatte med at forfine Schaeffers ideer og styrkede begrebet akusmatisk musik. Schaeffer havde lånt udtrykket "akusmatisk" fra Pythagoras og definerede det som: "Akusmatisk, adjektiv: der henvises til en lyd, man hører uden at se på årsagerne bag den". I 1966 udgav Schaeffer Traité des objets Musicaux (afhandling om musikalske objekter), som repræsenterede kulminationen på 20 års forskning inden for musique concrète. I forbindelse med denne publikation blev et sæt af båndoptagelser produceret med titlen Le Solfège de l'Objet Sonore (musikteori af akustisk objekt), for at give eksempler på begreber, der behandles i afhandlingen.

## Teknologi

### Tidens værktøjer
I 1948 bestod et typisk radiostudie af en række shellak pladespillere, en shellak pladeskærer, en lydmikser med drejepotentiometre, en mekanisk efterklangsenhed, filtre og mikrofoner. Denne teknologi stillede en række begrænsede muligheder til rådighed for en komponist.

### Magnetbånd
De første båndoptagere ankom til ORTF i 1949, men deres funktion var langt mindre pålidelige end shellakpladespillere, og frem til det tidspunkt hvor Symphonie pour un homme seul blev komponeret i 1950/51, blev der hovedsagelig komponeret med plader, selvom båndoptagere var tilgængelige. I 1950, da maskinerne endelig fungerede korrekt, blev konkret musiks teknikker udvidet. En række nye muligheder for lydmanipulation blev undersøgt ved hjælp af de forbedrede mediers manipulationsmetoder og operationer såsom variation af hastigheden. En helt ny mulighed for at tilrettelægge lyde så dagens lys med båndredigering, som tillader bånd at blive splejset og indsat med en ekstraordinær ny præcision. Den gamle klippeteknik blev erstattet med "micrometric junctions", og en helt ny teknik i produktionen kunne udvikles med mindre afhængighed af håndværksmæssige færdigheder. Inden for båndredigering blev der udviklet en ny teknik kaldet "mikroredigering", hvor meget små fragmenter af lyd, der repræsenterer millisekunder, blev redigeret sammen, hvilket skabte helt nye lyde eller strukturer.

### Udvikling af nye enheder
Under perioden 1951-1958 hos GRMC udviklede Schaeffer og Jacques Poullin en række nye lydværktøjer herunder en trespors båndoptager, en maskine med ti afspilningshoveder til at afspille båndsløjfer i ekko (kaldet en morphophone ), en maskine kontrolleret af et tastatur til at afspille båndsløjfer på 24 forud fastsatte hastigheder (tastaturet til kromatisk afspilling kaldet Tolana phonogène), en slide-styret maskine til at afspille båndsløjfer med et kontinuerligt variabelt hastighedsområde (håndtaget til kontinuerligt kaldet ”Sareg phonogène”), og en anordning (bl.a. kaldet potentiomètre d'espace) til brug ved live-optræden til at afspille optagelser på fire højttalere, herunder én hængende ned fra midten af loftet.

### Coupigny synthesizeren og Studie 54 mikserpult
Coupigny synthesizeren og Studie 54 mikserpulten har haft stor indflydelse på udviklingen i GRM, og med deres introduktion bragte de en ny kvalitet i musikken. Mikserpult og synthesizer blev samlet i én enhed, og blev fremstillet specifikt til skabelsen af konkret musik. Udformningen af pulten blev påvirket af fagforeningsregler ved den franske nationale radio, regler der krævede klart definerede opgaver arbejdsopgaver for teknikere og produktionsmedarbejdere. Den ensomme praksis med komposition af konkret musik passede ikke til et system, der involverede tre aktører: en med ansvaret for maskinerne, en anden til at kontrollere mikserpulten, og en tredje til at give vejledning til de andre. På grund af dette blev synthesizeren og mikserpulten kombineret og organiseret på en sådan måde, at det gav mulighed for at det let kunne bruges af en komponist. Uafhængigt af miksersporene (24 i alt) var der redigeringsmulighed fra studiet. Det havde også en række fjernbetjeninger for driften af båndoptagere. Systemet kunne nemt tilpasses enhver sammenhæng, især i samspil med eksternt udstyr.
Indtil slutningen af 1960'erne var konkret musik, der blev fremstillet på GRM, stort set baseret på registrering og manipulation af lyd, men syntetiserede lyde havde været brugt i en række værker før indførelsen af Coupigny. Pierre Henry havde benyttet oscillatorer at producere lyde så tidligt som i 1955. Men en synthesizer med parameter kontrol var noget Pierre Schaeffer var imod, da det gik ind for prækonception af musik og derfor afveg fra Schaeffers princip at handle gennem at lytte. På grund af Schaeffers bekymring var Coupigny-synthesizeren tænkt som en god lydskaber med parametre kontrolleret globalt, uden mulighed for at definere værdier så præcist som visse andre synthesisers af i dag.
En række krav hæmmede udviklingen af maskinen. Den skulle være modulopbygget og let at sammenkoble (dette betød, at der ville være flere moduler end "slots", indstiksmuligheder, i synthesizeren, og at den skulle være let at sætte sammen, nem at bruge (en. an easy-to-use patch ). Det var også nødvendigt at medtage alle de vigtigste funktioner hos en modulopbygget synthesizer herunder oscillatorer, støj-generatorer, filtre, ringmodulatorer, men en intermodulation-facilitet blev betragtet som det primære krav for at muliggøre komplekse synteseprocesser såsom frekvensmodulation, amplitudemodulation, og modulation via en ekstern kilde. Intet tastatur var knyttet til synthesizeren, men i stedet blev en særlig og noget kompliceret envelope generator brugt til at forme lyden. Denne synthesizer var yderst praktisk til fremstilling af kontinuerlig og kompleks lyd ved hjælp intermodulationsteknikker såsom cross-syntese (krydssyntese?) og frekvensmodulation, men var mindre effektiv til at generere præcist definerede frekvenser og særlige lyde.

## Notable komponister
- Francois Bayle
- Hugh Le Caine
- Michel Chion
- Francis Dhomont
- Luc Ferrari
- Jonty Harrison
- Pierre Henry
- Bernard Parmegiani
- Pierre Schaeffer
- Denis Smalley
- Else Marie Pade

## (forklarende og spørgende) Note
1. ↑  Den engelske tekst er: The ‘axe-cut junctions’ were replaced with micrometric junctions and a whole new technique of production, less dependency on performance skills, could be developed. Men hvad betyder ”micrometric junctions”? Det må være noget med større nøjagtig ved splejsning af bånd.

## Yderligere læsning og lytning
- Dack, J. (1994), Pierre Schaeffer and the Significance of Radiophonic Art, Contemporary Music Review. Vol. 10, No. 2: London: Harwood: 3-11.
- Dack, J. (1993a), la Recherche de l'Instrument Perdu, Electroacoustic Music – Journal of the Electroacoustic Music Association of Great Britain: Vol. 7. London: Sonic Arts Network.
- Kane, B. (2007), L’Objet Sonore Maintenant: Pierre Schaeffer, sound objects and the phenomenological reduction, Organised Sound, 12(1): 15-24, Cambridge University Press.
- Schaeffer, P. (1952b), L'objet musical, La Revue Musicale: L'œuvre du XXe siècle, No. 212. Paris: Richard-Masse: 65-76.
- Schaeffer, P. (1967),La musique concrète, Paris: Presses Universitaires de Frances.
- OHM – the early gurus of electronic music – 1948-1980 / [compiled by] Thomas Ziegler and Jason Gross. – Roslyn, N.Y. : Ellipsis Arts, p 2000. – 3 cd'er + 1 bog (96 sider), Ellipsis Arts CD 3670.